# WCW Uncensored
|  | Sammenskrivningsforslag Artiklen Uncensored (1995) er foreslået føjet ind i WCW Uncensored. (Siden juni 2017) Diskutér forslaget |

Uncensored var et pay-per-view-show inden for wrestling produceret af World Championship Wrestling. Det var ét af organisationens månedlige shows og blev afholdt i marts fra 1995 til 2000.
Uncensored var ifølge WCW en begivenhed som organisationen ikke godkendte, og derfor skulle de normale WCW-regler ikke følges, og kampene var som regel uden diskvalifikationer og usanktioneret. I virkeligheden var det et normalt pay-per-view-show hos WCW – dog med en tendens til at indeholde flere såkaldte gimmick-kampe. 

## Resultater

### 1995
Uncensored 1995 fandt sted 19. marts 1995 fra Tupelo, Mississippi.
- Blacktop Bully besejrede Dustin Rhodes i en King of the Road Match
  - Denne kamp, som foregik i en kørende lastbil, blev faktisk optaget nogle dage før Uncensored uden for Atlanta, Georgia. Kampen blev kraftigt redigeret, fordi begge wrestlere blødte voldsomt, og WCW havde på daværende tidspunkt en streng politik omkring blod på tv. Både Blacktop Bully og Dustin Rhodes blev fyret pga. kampen.
- Meng besejrede Hacksaw Jim Duggan
- Johnny B. Badd besejrede Arn Anderson i en Boxer vs. Wrestler Match
- Randy Savage besejrede Avalanche via diskvalifikation
  - Avalanche blev diskvalificeret, da Ric Flair, klædt ud som kvinde, løb ind i ringen og angreb Savage.
- Big Bubba Rogers besejrede Sting
- Nasty Boys (Brian Knobbs og Jerry Sags) besejrede Harlem Heat (Booker T og Stevie Ray) i en Falls Count Anywhere Match
- Hulk Hogan (med Jimmy Hart og Renegade) besejrede Vader (med Ric Flair) i en Leather Strap Match
  - Hulk Hogan vandt ved at slæbe Ric Flair rundt i ringens fire hjørner.

### 1996
Uncensored 1996 fandt sted 24. marts 1996 fra Tupelo, Mississippi.
- WCW United States Heavyweight Championship: Konnan besejrede Eddie Guerrero
- Belfast Bruiser besejrede Lord Steven Regal via diskvalifikation
- Colonel Robert Parker besejrede Madusa
- The Booty Man besejrede Diamond Dallas Page i en Loser Leaves WCW Match
  - The Booty Man erstattede Johnny B. Badd, der havde skrevet kontrakt med World Wrestling Federation. Selvom Diamond Dallas Page som taber af kampen skulle forlade WCW, var han at finde i organisationen hurtigt igen.
- The Giant besejrede Loch Ness
- Sting og Booker T besejrede Road Warriors (Hawk og Animal) i en Chicago Street Fight
  - Booker T's normale tagteampartner i Harlem Heat Stevie Ray blandede sig i kampen og hjalp Sting og Booker T til at vinde.
- Megapowers (Hulk Hogan og Randy Savage) besejrede The Alliance to End Hulkamania (Ric Flair, Arn Anderson, Meng, Barbarian, Lex Luger, Kevin Sullivan, Z-Gangsta og The Ultimate Solution) i en Tower of Doom Steel Cage Match
  - Lex Luger kom ved en "fejl" til at slå Ric Flair bevidstløs med en speciel handske, og det resulterede i, at Hogan og Savage kunne besejre de otte mænd. Kampen er ofte krediteret for at være én af de værste mainevents ved en pay-per-view nogensinde pga. dens forvirrende og ulogiske regler og ringe produktion.

### 1997
Uncensored 1997 fandt sted 16. marts 1997 fra Charleston, South Carolina.
- WCW United States Heavyweight Championship: Dean Malenko besejrede Eddie Guerrero
  - Malenko vandt dermed titlen fra Guerrero.
- Último Dragón besejrede Psicosis
- Glacier besejrede Mortis
- Buff Bagwell besejrede Scotty Riggs i en Strap Match
- Harlem Heat (Booker T og Stevie Ray) besejrede Public Enemy (Rocco Rock og Johnny Grunge) i en Texas Tornado Match
- WCW World Television Championship: Prince Iaukea besejrede Rey Mysterio, Jr.
- Team nWo (Kevin Nash, Scott Hall, Hollywood Hogan og Randy Savage) (med Dennis Rodman) besejrede Team Piper (Roddy Piper, Chris Benoit, Steve McMichael og Jeff Jarrett) og Team WCW (Lex Luger, The Giant og Scott Steiner) i en Triangle Elimination Match
  - The Giant kom til at kaste sig selv ud af ringen.
  - Nash eliminerede Jarrett.
  - Hall eliminerede McMichael.
  - Nash kastede Steiner ud af ringen.
  - Hogan kastede Piper ud af ringen, da Rodman trak ned i ringrebet.
  - Hall og Nash kastede Benoit ud af ringen.
  - Luger fik Savage til at give op.
  - Luger kastede Nash ud af ringen.
  - Luger fik Hall til at give op.
  - Hogan vandt kampen for nWo over Luger, efter at Savage havde slået Luger i hovedet med en spraydåse.
  - Efter kampen kom Sting ud og angreb samtlige nWo-medlemmer.

### 1998
Uncensored 1998 fandt sted 15. marts 1998 fra Mobile, Alabama.
- WCW World Television Championship: Booker T besejrede Eddie Guerrero
- Juventud Guerrera besejrede Konnan
- WCW Cruiserweight Championship: Chris Jericho besejrede Dean Malenko
- Lex Luger besejrede Scott Steiner
- WCW United States Heavyweight Championship: Diamond Dallas Page besejrede Chris Benoit og Raven i en Triple Threat Match
- The Giant besejrede Kevin Nash via diskvalifikation
- Bret Hart besejrede Curt Hennig
- WCW World Heavyweight Championship: Sting besejrede Scott Hall
- Randy Savage kæmpede uafgjort mod Hollywood Hogan i en Steel Cage Match

### 1999
Uncensored 1999 fandt sted 14. marts 1999 fra Freedom Hall i Louisville, Kentucky.
- WCW Cruiserweight Championship: Billy Kidman besejrede Mikey Whipwreck
- Stevie Ray besejrede Vincent in a Harlem Street Fight
  - Stevie Ray vandt dermed kontrollen over nWo Black and White.
- Kevin Nash (med Lex Luger og Miss Elizabeth) besejrede Rey Mysterio, Jr.
- Jerry Flynn besejrede Ernest Miller og Sonny Onoo i en Handicap Match
- Hak besejrede Bam Bam Bigelow og Raven (med Chastity) i en Triple Threat Match
- WCW World Tag Team Championship: Chris Benoit og Dean Malenko besejrede Curt Hennig og Barry Windham i en Lumberjack Match
  - De to medlemmer af IV Horsemen, Chris Benoit og Dean Malenko, vandt dermed VM-bælterne med hjælp fra Arn Anderson. Det var Benoits første titelsejr i World Championship Wrestling, til trods for at han havde været én af organisationens topatleter i flere år.
  - Kampens lumberjacks (skovhuggere) var Norman Smiley, Hugh Morrus, Meng, Kenny Kaos, Arn Anderson, Kendall Windham, Bobby Duncum, Jr. og Prince Iaukea.
- Saturn besejrede Chris Jericho (med Ralphus) i en Dog Collar Match
- WCW World Television Championship: Booker T besejrede Scott Steiner (med Buff Bagwell)
- WCW World Heavyweight Championship: Ric Flair besejrede Hollywood Hogan i en Steel Cage Match
  - Ric Flair vandt dermed VM-titlen for 14. gang, hvilket stadig er en rekord.
  - Ric Flair gjorde sig dermed også berettiget til fortsat at være WCW's præsident fremover.

### 2000
Uncensored 2000 fandt sted d. 19. marts 2000 fra American Airlines Arena i Miami, Florida.
- WCW Cruiserweight Championship: The Artist (med Paisley) besejrede Psicosis (med Juventud Guerrera)
- Norman Smiley og The KISS Demon besejrede Lenny Lane og Rave
- Bam Bam Bigelow besejrede The Wall via diskvalifikation
- WCW Hardcore Championship: Brian Knobbs besejrede 3 Count (Evan Karagias, Shannon Moore, og Shane Helms)
- Billy Kidman og Booker (med Torrie Wilson) besejrede Harlem Heat 2000 (Big T og Stevie Ray) (med Cash og J. Biggs)
- Vampiro besejrede Fit Finlay i en Falls Count Anywhere Match
- WCW World Tag Team Championship: Harris Brothers (Ron og Don) besejrede The Mamalukes (Big Vito og Johnny the Bull) (med Disco Inferno)
- Dustin Rhodes besejrede Terry Funk i en Bullrope match
- Sting besejrede Lex Luger (med Miss Elizabeth) i en Lumberjacks with Casts match
  - Jimmy Hart, Curt Hennig, Doug Dillinger, Fit Finlay, Brian Knobbs, Vampiro, Ron Harris, Don Harris, Stevie Ray, Big T og Hugh Morrus var lumberjacks.
- WCW World Heavyweight Championship: Sid Vicious besejrede Jeff Jarrett
  - Sid Vicious blev angrebet af Harris Brothers under kampen, men han fik hjælp af Hulk Hogan og forsvarede sin VM-titel.
- Hulk Hogan (med Jimmy Hart) besejrede Ric Flair i en Strap Match